# Rhodeus shitaiensis
Rhodeus shitaiensis är en fiskart som beskrevs av Li och Arai 2011. Rhodeus shitaiensis ingår i släktet Rhodeus och familjen karpfiskar. Inga underarter finns listade i Catalogue of Life.